# 圖倫喬瓦
圖倫喬瓦是土耳其的城鎮，位於該國西南部，距離菲尼凱8公里，由安塔利亞省負責管轄，海拔高度30米，該地區自古代一直有人類居住，2011年人口8,356。